# Missale Romanum (apostolische Konstitution)

Wappen von Papst Paul VI.

Missale Romanum über die Einführung des gemäß Beschluß des zweiten vatikanischen Konzils erneuerten Messbuches ist eine Apostolische Konstitution von Papst Paul VI. Sie datiert vom 3. April 1969; mit ihr wurde die erneuerte Ausgabe des lateinischen Messbuchs des römischen Ritus angeordnet und veröffentlicht.

## Einführung
Im Jahre 1562 beschloss das Konzil von Trient die Einsetzung einer Kommission, deren Aufgabe es sein sollte, ein einheitliches Messbuch zu schaffen. Dieses Messbuch (lat. Missale) wurde am 14. Juli 1570 durch Papst Pius V. mit der apostolischen Konstitution Quo primum veröffentlicht. Das neue Messbuch erhielt nach dem römischen Ritus die zusätzliche Bezeichnung Romanum. Im Jahre 1588 wurde von Papst Sixtus V. die Ritenkongregation eingerichtet, um die Einheitlichkeit des Messbuchs zu gewährleisten. 1962 erschien auf Geheiß Papst Johannes’ XXIII., eine Neuausgabe des Missale Romanums (Editio typica), die 1965 und 1967 ergänzt wurde.

## Apostolische KonstitutionMissale Romanum
Papst Paul VI. setzte nach dem Zweiten Vatikanischen Konzil den Beschluss der liturgischen Konstitution Sacrosanctum Concilium  um und ordnete eine Überarbeitung des Messbuches an. Die apostolische Konstitution Missale Romanum wurde am 3. April 1969 von Papst Paul VI. unterzeichnet und trat am 30. November 1969 in Kraft. Viele Texte des tridentinischen Missales von 1570 bzw. 1962 finden sich in der Neufassung von 1970 wieder, manche Texte wurden ergänzt, einzelne Texte stammen aus anderen Traditionen oder wurden im Rahmen der Reformarbeit neu zusammengestellt. 1975 erschien eine zweite Auflage des neuen Messbuches.